# Admira Thunderpussy
Admira Thunderpussy, artistnamn för Adam Daniel Risberg, född 16 mars 1994 i Katarina församling, Stockholms län, är en svensk dragartist. På QX Gaygalan 2018 vann han titeln Årets Drag efter att ha varit nominerad flera gånger. Han vann första säsongen av Drag Race Sverige som sändes på Sveriges Television 2023.
Adam Risberg är från Stockholm och gjorde en dragshowföreställning som specialarbete i gymnasiet på Södra Latin. Det uppmärksammades av tidningen Qx vilket ledde till att Christer Lindarw dök upp under föreställningen. Adam Risberg är utbildad på Stockhoms Tillskärarakademi, för att bättre kunna ta fram scenkläder. Han har sedan gymnasiet frilansat som Admira Thunderpussy, och har kompletterat inkomsten med arbete i klädbutik.

## Priser och utmärkelser
- 2018 – Årets Drag på QX Gaygalan 2018
- 2023 – Vinnare av Drag Race Sverige